# 志賀真理子
志賀真理子（日语：／ Shiga Mariko，1969年12月24日—1989年11月23日）是一位日本的偶像、女演員、聲優及電視藝人。船橋市立船橋高等學校畢業，基督徒。

## 經歷
志賀有一位姐姐。
她從小開始就在NHK的「どんなモンダイQテレビ」節目中以童星身分嶄露頭角，也曾在參加過16次模仿歌唱節目，模仿過八代亞紀、高田みづえ等人的歌聲。
志賀以歌手身分出道的實際演唱曲目為1985年由Victor音樂產業（現在的勝利娛樂）發售的單曲，此單曲並成為於同年7月發售的OVA「魔法公主 Minky Momo 夢中輪舞」的主題曲。
之後她曾為「魔法偶像粉彩筆由美」（1986年）的主角花園由美配音，並獻唱主題曲，並以此作品於形式上再次從Warner Pioneer（現在的日本華納音樂）重新出道，也因此現在會將「夢の中の輪舞-ロンド-」視為她正式出道前的單曲。
志賀所演唱的單曲中，唯一進入Oricon公信榜單週100名排行榜的是單曲是，該曲最高排名曾來到第48名，另一單曲的最高排名是第102名，其他進榜的單曲還有「Rainy Day Hello」（1987年8月25日發行）等。 
1986年，香港歌手陳百強推出專輯「當我想起你」，期間與華納唱片公司因關係破裂而結束合作關係，傳聞當時公司聯絡不上陳百強，唱片要趕推出，於是便找來日本華納唱片的新人志賀真理子當任Josephine作封面，配合碟內歌曲「再見Josephine」，而志賀真理子僅提供照片，並沒有參與音樂製作部分。
1988年4月時，志賀考上大學，在學業及演藝活動難以兼顧下，決定退出藝能界，但在1989年7月由Studio Pierrot舉辦的創立10週年慶祝活動上仍受邀擔任主持人的工作。
之後她為了學習語文及原本就喜愛的爵士樂，於同年8月前往美國加州大學河濱分校留學。
然而於美國時間同年11月23日，她與一同出遊的4名友人卻在遊程中於亞歷桑納州的弗拉格斯塔夫附近的高速公路上，駕駛為緊避閃避從車前突然竄出的動物急打方向盤而發生翻車意外，同行的4名友人分別受到輕重傷，但只有她不幸被拋出車外全身受創，當場死亡，當時距她預計返回日本的12月3日僅相差約10日，且距她的20歲生日也正好只差1個月。
她的遺體於當地火化，骨灰於隔年送回日本，而《魔法偶像神筆由美》主題曲粵語版被新秀女聲方曉虹主唱，原曲則由德永英明用古典樂翻唱。
志賀唯一的專輯是「mariko」，後於2009年2月23日由Sony music shop以「Order make factory」的方式復刻發行了新裝版的「mariko+3」，其中追加收錄了、「·單曲版」、「Rainy Day Hello」及「TIME FOR LOVE」等4首曲目。此外，在2010年11月22日時又發行了此專輯的好評再製版。

## 音樂作品

### 單曲
- （1985年4月21日發行，規格編號：AD KV-3068）發行者：勝利娛樂
作詞：荒木豐久，作曲：綠一二三（日语：たきのえいじ），編曲：渡邊敬之
出道前單曲，OVA《魔法公主 Minky Momo 夢中輪舞（日语：魔法のプリンセス ミンキーモモ）》主題曲

以下為由日本華納音樂發行者
- （1986年2月25日發行，規格編號：AD L-1730）
作詞：麻生圭子（日语：麻生圭子），作曲、編曲：山川惠津子（日语：山川恵津子）
TV動畫「魔法偶像粉彩筆由美（日语：魔法のアイドルパステルユーミ）」主題曲
- （1986年5月25日發行，規格編號：AD L-1736）
作詞：賣野雅勇（日语：売野雅勇），作曲：井上大輔（日语：井上大輔），編曲：船山基紀（日语：船山基紀）
- （1986年12月10日發行，規格編號：AD L-1766）
作詞：谷山浩子（日语：谷山浩子），作曲：小田啓義（日语：小田啓義），編曲：服部克久
- Rainy Day Hello
（1987年8月25日發行，規格編號：AD L-1819）
作詞、作曲：杉真理（日语：杉真理），編曲：清水信之（日语：清水信之）、杉真理

### 專輯
- mariko
（1986年6月25日發行，規格編號：AD L-12579／7月25日再發盤，規格編號：CD 32XL-157）
- mariko+3
（1996年4月25日發行，規格編號：CD WPC6-8202）
- mariko
（2009年2月23日發行，規格編號：CD WQCQ-150）
- mariko
（2010年11月22日發行，規格編號：CD WQCQ-150）

## 演出紀錄

### 電視連續劇
- （富士電視台）
- 家族づくり（日语：家族づくり）（1983年，TBS）
- 西部警察 PART-III（日语：西部警察 PART-III） 第42話（1984年，朝日電視台）
- ビートたけしの学問ノススメ（日语：ビートたけしの学問ノススメ）（1984年，TBS）
- 歡迎來到深夜（日语：深夜にようこそ）（1986年6月－7月，TBS）－矢崎俊江
  - 第1回
  - 第2回
- 週一連續劇樂園（日语：月曜ドラマランド）（富士電視台）
  - （1986年7月21日）
  - （1986年12月1日）

### 電視動畫
- 魔法偶像粉彩筆由美（日语：魔法のアイドルパステルユーミ）（1986年） 聲演 花園由美

### 綜藝節目
- どんなモンダイQテレビ（日语：どんなモンダイQテレビ）（NHK）
- 赤信号のにゅうす笑（日语：赤信号のにゅうす笑）（日本電視台）

### 廣播
- 向馬尾說乾杯（青森放送 等）
- （大阪放送）
- （RF電台日本）

## 關連項目
- 神奈川縣出身人物列表（日语：神奈川県出身の人物一覧）

## 來源
1. ↑  週刊電視節目（東京郵便局）1984年11月9日號，第48頁。
2. ↑  Oricon刊《Oricon公信排名書》（1997年刊），第149頁。
3. ↑  . www.facebook.com.   [2021-08-23] （中文（香港））.
4. ↑  1989年11月30日 朝日新聞朝刊社会面 他各紙紙面
5. ↑  《月刊電台綜藝節目》1990年2月號，第60頁。

## 外部連結
- ひこうき雲～志賀真理子粉絲網頁～ （页面存档备份，存于）（日語）